# Чандоли (национальный парк)
Чандоли (англ. Chandoli National Park, хинди चांदोली राष्ट्रीय उद्यान) — национальный парк в Индии. Расположен у подножия Западных Гхатов, на западе штата Махараштра, неподалёку от города Сангли. Создан в 2004 году, площадь составляет 318 км². В национальном парке обитают 23 вида млекопитающих, 122 вида птиц, 20 видов пресмыкающихся и рептилий. Широко распространены тигры, гаур, индийский замбар, бенгальская кошка, губач, индийская гигантская белка, индийский мунтжак и др. Среднегодовое количество осадков — 3500 мм. Наивысшая точка над уровнем моря — 1044 м.